# Vledderveen (Westerveld)
Vledderveen (Drents: Vleddervene) is een dorp in de gemeente Westerveld, in de Nederlandse provincie Drenthe.
Het dorp ligt drie kilometer ten noorden van Vledder, en een kilometer van de Friese grens. Het heeft enkele honderden inwoners. De naam verwijst naar het veen bij Vledder, even ten noorden van het Vledderveld. 

## Geschiedenis
In de 19e eeuw vestigden zich in het veen jonge gezinnen, die met hard ploeteren een bestaan opbouwden. In een nacht bouwden ze, met hulp van familie, een plaggenhut. Wanneer de volgende ochtend rook uit de schoorsteen kwam, mocht zo'n hut blijven staan.
De geschiedenis van Vledderveen hangt nauw samen met de geschiedenis van de Maatschappij van Weldadigheid. In de koloniën van de maatschappij zoals Frederiksoord of Wilhelminaoord kregen verarmde mensen, veelal afkomstig uit de grote steden in Nederland, de kans door hard werken een bestaan op te bouwen. De Maatschappij van Weldadigheid bood een woning aan, een paar ares grond, scholing en een klein beetje loon.
Sommige, vooral jongere, uit de kolonie weggestuurde kolonisten vestigden zich in de directe omgeving in haastig gebouwde plaggenhutten en vormden de zogenaamde desperadokolonies zoals in Nijensleek, Vledderveen, Noordwolde-Zuid of Marijenkampen (bij Steenwijk). Vledderveen is een agrarisch plattelandsdorp geworden, met een bloeiend verenigingsleven. Anders dan in Vledder spreken de Vledderveners over het algemeen geen Drents, maar Standaardnederlands. Dat heeft te maken met het feit dat de kolonisten uit heel Nederland afkomstig waren.
Het dorp had lang een eigen basisschool maar deze werd gesloten in 2015.

## Bekende inwoners
Vledderveen is de woonplaats van Elly Zuiderveld-Nieman en haar man Rikkert Zuiderveld, een echtpaar dat beter bekendstaat als Elly en Rikkert. Een andere bekende inwoner van Vledderveen is tekstschrijver en mycoloog Rob Chrispijn.